# 比奇里奇 (紐約州)
比奇里奇（英語：Beach Ridge）是位於美國紐約州尼亞加拉縣的非建制地區。

## 歷史
比奇里奇的郵局於1857年設立，其後於1907年停運。

## 地理
比奇里奇所處的海拔為高於海平面177米（即581英呎），而該地所採用的時區為UTC-5，即北美东部时区（EST）。同時該地設有夏令時間，為UTC-5調快一小時，即UTC-4（EDT）。